# Katja Haller
Pour les articles homonymes, voir Haller.
Katja Haller, née le 12 janvier 1981 à Vipiteno, est une biathlète italienne. 

## Carrière
Kataja Haller intègre l'équipe nationale italienne de biathlon au cours de l'année 1999 et prend son premier départ en Coupe du monde à Hochfilzen en 2001. Lors de la saison 2007-2008, elle signe son premier podium en Coupe du monde avec une deuxième place sur le relais mixte de Pyeongchang. En 2008, elle obtient également le meilleur résultat individuel de sa carrière à Hochfilzen, avec un top 10. Elle établit son meilleur classement général en 2010-2011, terminant la 35e place.
Haller a participé à trois éditions des Jeux olympiques d'hiver en 2002, 2006 et 2010, avec comme meilleur résultat individuel une dix-huitième place sur l'individuel aux Jeux de Vancouver en 2010. Elle a également pris part à huit éditions des Championnats du monde, de 2003 à 2012, avec comme meilleur résultat individuel une douzième place en 2007 sur l'individuel et une quatrième place pour meilleur résultat dans un relais en 2011.
Elle met fin à sa carrière au haut niveau à l'issue de la saison 2011-2012.

## Palmarès

### Jeux olympiques
| Épreuve / Édition | Salt Lake City 2002 | Turin 2006 | Vancouver 2010 |
| Individuel        | 47e                 |            | 18e            |
| Sprint            |                     | 53e        | 37e            |
| Poursuite         |                     | Abandon    | 50e            |
| Départ groupé     |                     |            |                |
| Relais            | 11e                 |            | 10e            |

### Championnats du monde
| Épreuve / Mondiaux      | Individuel   | Sprint       | Poursuite    | Départ en masse | Relais       | Relais mixte                     |
| 2003 Khanty-Mansiïsk    | -            | 76e          | -            | -               | -            | Épreuve inexistante à cette date |
| 2004 Oberhof            | 47e          | -            | -            | -               | -            | Épreuve inexistante à cette date |
| 2005 Hochfilzen         | -            | 68e          | -            | -               | 13e          | -                                |
| 2007 Antholz-Anterselva | 12e          | 38e          | 40e          | 26e             | 8e           | 6e                               |
| 2008 Östersund          | 42e          | 68e          | -            | -               | 10e          | -                                |
| 2009 Pyeongchang        | 17e          | 25e          | 25e          | 24e             | Abandon      | 7e                               |
| 2010 Khanty-Mansiïsk    | JO Vancouver | JO Vancouver | JO Vancouver | JO Vancouver    | JO Vancouver | 8e                               |
| 2011 Khanty-Mansiïsk    | 26e          | 39e          | 22e          | -               | 4e           | 5e                               |
| 2012 Ruhpolding         | 76e          | 48e          | LAP          | -               | 12e          | 9e                               |

Légende :

LAP : a pris un tour de retard
 : épreuve inexistante

- : n'a pas participé à l'épreuve

### Coupe du monde
- Meilleur classement général : 35e en 2011.
- Meilleur résultat individuel : 10e place.
- 2 podiums en relais mixte : 1 deuxième place et 1 troisième place.

#### Classements en Coupe du monde
| Saison    | Classement général final | Individuel | Sprint | Poursuite | Mass start |
| 2001-2002 | nc                       | nc         | nc     | nc        |            |
| 2002-2003 | nc                       | nc         | nc     | nc        |            |
| 2003-2004 | nc                       | nc         | nc     |           |            |
| 2004-2005 | 70e                      | nc         | 57e    | nc        |            |
| 2005-2006 | nc                       | nc         | nc     | nc        |            |
| 2006-2007 | 54e                      | 33e        | nc     | 45e       | 46e        |
| 2007-2008 | 74e                      | nc         | 62e    | nc        |            |
| 2008-2009 | 42e                      | 19e        | 64e    | 44e       | 43e        |
| 2009-2010 | 44e                      | 32e        | 61e    | 37e       |            |
| 2010-2011 | 35e                      | 18e        | 44e    | 39e       |            |
| 2011-2012 | 53e                      | 48e        | 55e    | 59e       | 46e        |

### Championnats du monde de biathlon d'été
- Médaille de bronze du relais mixte en 2008.